# 伊藤雄之助
伊藤 雄之助（いとう ゆうのすけ、本名：伊藤 嘉朗（いとう よしろう）、1919年8月3日 - 1980年3月11日）は、日本の俳優。「ゆうのすけ」は雄之助・雄之弼・侑之助でクレジットされている映画もある。
兄は二代目澤村宗之助、弟は伊藤寿章（澤村敞之助、澤村昌之助）、妻は新東宝の女優だった桐丘峯子。子に俳優の伊藤高と歌手の伊藤照子。付き人に大地康雄がいる。

## 来歴・人物
1919年8月、東京市浅草区東仲町（現在の東京都台東区雷門）で帝国劇場専属の歌舞伎俳優の初代澤村宗之助（本名伊藤三次郎）の次男として生まれる。母は帝国劇場専属女優第1期生の鈴木徳子。兄、弟も役者の芸能一家に育つ。父方の祖父は尾張藩に仕えた300石取りの武士の家柄に生まれた士族だが、地元の子供芝居に投じて台頭、四代目助高屋高助に認められて上京し、その養子となって七代目澤村訥子を襲名していた。訥子は養父の死後小芝居の大立者となり、雄之助出生時もなお活躍中であった。
1924年4月、満4歳8カ月で“澤村雄之助”の芸名を名乗り、父の舞台である四谷の大国座で初舞台を踏む。本来初舞台披露が行われるはずの帝国劇場は前年の関東大震災で焼失し、再建中であった。しかし、初舞台の6日目に父が舞台で急逝した。雄之助ら遺児3兄弟は祖父の世話を受けることになったが、祖父が2年後に亡くなると親戚中から冷遇され、さらに雄之助は他の兄弟たちと比べのろまで不器用だったことから“紀ノ国屋の場違い小僧”と罵られるなど、苦労の多い幼年期を過ごした。
教育熱心な母の意向で慶應義塾幼稚舎に入れられ、成績優秀で将来は教師になることを望んでいたが、慶應義塾普通部1年の夏に母が3万円ほどの借金を遺して病死したため学業中断を余儀なくされ、「澤村兄弟プロダクション」を組織して芸能活動を再開した。1934年、東京宝塚劇場開場と同時に公募された専属俳優に兄弟とともに応募、「東宝専属男女優」第1号の1人となった。この一座はのちに「東宝劇団」と名づけられたが、この劇団では六代目坂東蓑助ら先輩役者との対立もあり、辛酸を嘗めた。とりわけ六代目簑助からは厳しい態度で臨まれ、伊藤自身がノイローゼに追い込まれたほどで、六代目蓑助を刺し殺して自らも自殺しようと思いつめたこともあるという。その最中に若手勉強会に加わったことをきっかけに、リアリズム演劇に惹かれ、初めて演技することの喜びを感じたという。
1940年に陸軍に応召、1943年に一等兵で除隊されるまでに中国大陸で兵役に就く。上官の大便が入った浴槽で入浴することを強要されるなど、ここでも冷遇を受けた。その後は第2次東宝劇団に参加、小夜福子組の移動演劇隊に加わって山形県を巡業中に終戦を迎える。1946年に演劇隊を解散し、東京に戻り八田元夫の演劇研究所に入ってからは、スタニスラフスキー・システムによる演技を学ぶ。
映画は1932年に『少年諸君』で映画デビューしているが、本格的な映画出演は戦後からで、義兄である佐伯清の薦めで1946年に東宝撮影所へ入社する。特に1949年に公開された『野良犬』（監督・黒澤明）では、端役でありながら印象的な演技を見せた。その後東宝争議が始まったために東宝を退社し、新東宝、綜芸プロなどに所属。この時期は市川崑作品の常連で、主演をつとめた社会風刺喜劇『プーサン』(1953年)は、監督ともども出世作となった。
1954年よりフリー。早い段階でフリーとなったため、テレビドラマにも1950年代から多くの作品へ積極的に出演した。
代表作に『巨人と玩具』『侍』『しとやかな獣』など。特徴のある顔とアクの強い演技で多数の映画で名脇役として活躍、『椿三十郎』では大詰めのみの出演ながらも存在感を示した。一方で『気違い部落』『ああ爆弾』などでは主演として鮮烈な印象を残した。1969年6月、歌舞伎座の舞台に出演中に脳溢血で倒れ、半身不随となるも懸命なリハビリの結果、翌1970年には『橋のない川 第二部』（監督・今井正）にて俳優活動を再開した。まだ仕事復帰は医師から厳重に止められており、文字通り命懸けの演技であったという。再起不能とも言われた状態からの復帰直後には「“絶望とはおろか者の結論”とはうがったことばですね。人間、あきらめちゃだめです。努力すれば必ず道はひらけますよ。この通りあたしがなおったんですから」と述べている。晩年も『太陽を盗んだ男』では日本兵の軍装で皇居に突撃しようとするバスジャック犯役で怪演を見せるなど、多数の映画・ドラマなどに出演した。

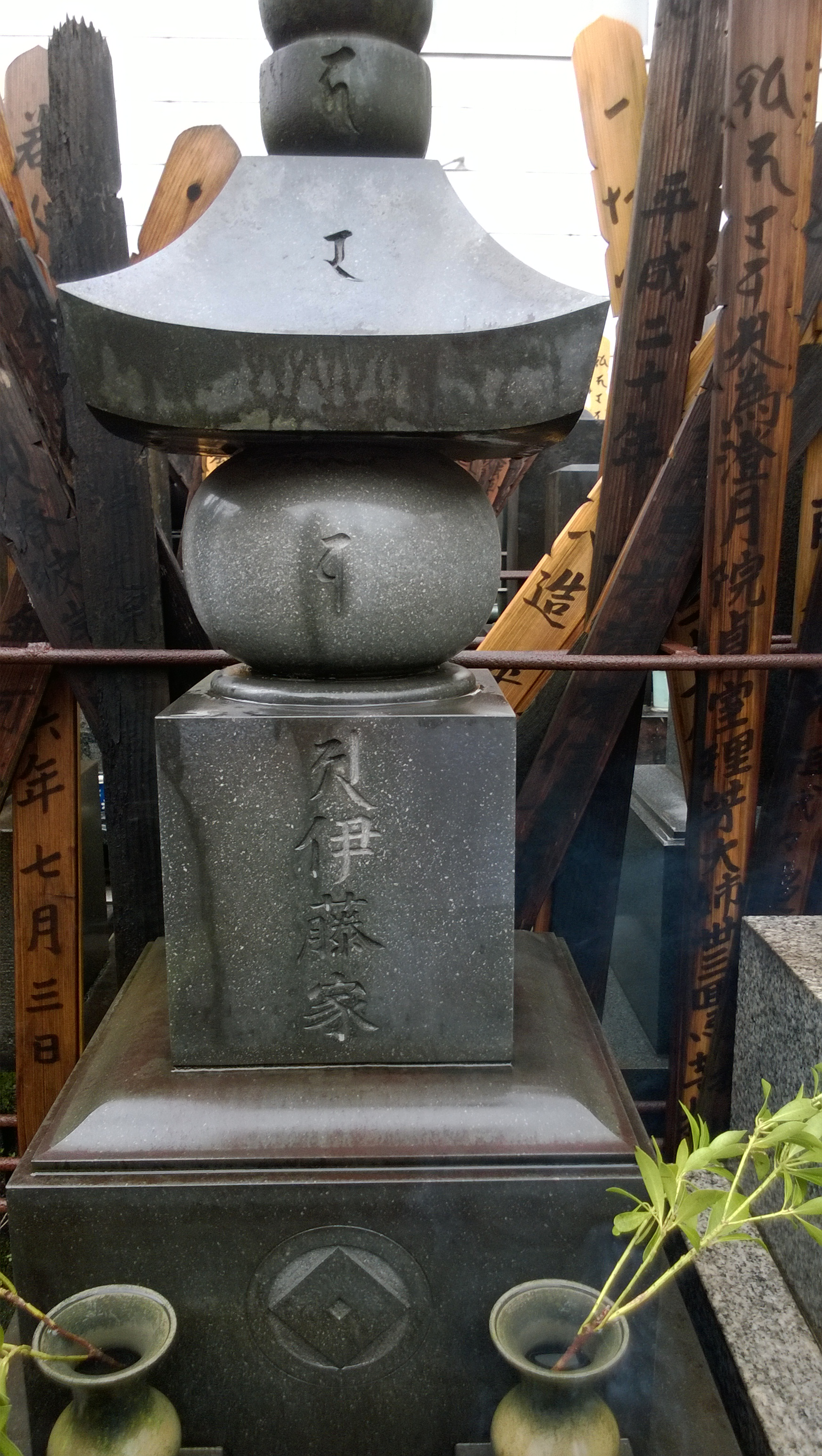
西光寺にある伊藤雄之助の墓

1980年3月5日、療養で伊東市の温泉へ行くが、翌3月6日になって容態が悪化、そのまま伊東市内の病院に入院。3月11日に心臓発作で死去。60歳没。同年公開の『戒厳令の夜』が遺作となった。
子どもの頃から油絵を描くなど絵を描くことが好きで、寸暇を惜しんでスケッチをして歩くのが趣味だった。
芝居に対する執念はすさまじく、伊藤と同じ事務所に所属していた時、伊藤への興味から伊藤の関西公演に同行して共に生活した俳優の梅津栄は、ある夜明けに隣室の伊藤が起きているのに気付き、「もう起きていらっしゃるんですか」と言おうと襖を開けたが、本を前に何ごとか考えている伊藤の姿に「声をかけるきっかけさえつかめない位のきびしさがあるんだよね...。何、考えてらしたんだろうねェ。...やっぱり、気違いなんですわな。おそらく何かこう、次の作品のヒントかどうかわかんないけど、空気がピーンと張りつめててね、もうね、声かけられなかったですよ。これだっ！って思ったわな」と述懐している。また気骨ある言動で知られ、ゴテ雄のあだ名がつくほどであった。1968年には幼少期から受けた冷遇などを元に、映画界の因習について厳しく批判したエッセイ『大根役者・初代文句いうの助』 を執筆したために映画界から干されるなど、苦労の多い役者人生だった。六代目尾上菊五郎について、「六代目亡きあと日本には役者はいない」と言うほどに深く尊敬していた。
墓所は西光寺 (墨田区)にある。

## 出演作品

### 映画
- 少年諸君（1932年、兄弟プロダクション）
- 少年忠臣蔵（1933年、兄弟プロダクション） - 吉良上野介
- 楠正成（1934年、太秦発声映画） - 沢上錦吾
- かけ出し時代（1947年、新東宝） - 松浦記者
- 人間模様（1949年、新東宝） - 狩野龍馬
- 野良犬（1949年、新東宝）
- 銀座三四郎 （1950年、新東宝）
- 盗まれた恋（1951年、新東宝）
- 恋人（1951年、新東宝）
- ブンガワンソロ（1951年、新東宝） - 野呂上等兵
- 右門捕物帖　片眼狼 （1951年、新東宝）
- 結婚行進曲（1951年、東宝） - 藤間寿五郎
- 恋風五十三次（1952年、東映）- 喜多八
- 生きる（1952年、東宝）
- あの手この手 (1952年、大映)   - 野呂ドクター
- 早稲田大学（1953年、東映）
- プーサン（1953年、東宝） - 野呂米吉
- 愛と死の谷間（1954年、日活） - 松村医師
- 億万長者（1954年、青俳クラブ） - 団海老蔵
- 警察日記（1955年、日活） - 岩太
- 三つの顔（1955年、日活）- 小林大三
- ビルマの竪琴（1956年、日活）
- 青春をわれらに(1956年、日活) - 南部友助
- あなた買います（1956年、松竹） - 球気一平
- 黄色いからす（1957年、松竹）- 吉田一郎
- 気違い部落（1957年、松竹） - 村田鉄次
- 抜き打ち浪人（1957年、東映） - 秋沢壮典
- 少年探偵団 透明怪人 首なし男（1958年、東映） - 怪人二十面相
- 巨人と玩具（1958年、大映） - 春川純二
- 坊っちゃん（1958年、松竹） - 堀田（山嵐）
- 楢山節考（1958年、松竹）
- 赤い陣羽織（1958年、松竹）
- 悪女の季節（1958年、松竹） - 片倉盛太
- 電話は夕方に鳴る（1959年、大映） - 山根伝吉
- 人間の壁（1959年、山本プロ） - 新井代議士
- 恋山彦（1959年、東映） - 英一蝶
- 広い天（1959年、松竹） - 小杉朝雲
- いろはにほへと（1960年、松竹） - 松本宗治
- 次郎物語（1960年、松竹） - 本田俊亮
- 赤坂の姉妹より 夜の肌 (1960年、東京映画)
- 「粘土のお面」より かあちゃん（1961年、新東宝） - 豊田由五郎
- しとやかな獣（1962年、大映） - 前田時造
- 椿三十郎（1962年、東宝） - 睦田
- 放浪記（1962年、東宝） - 白坂五郎
- 忍びの者（1962年、大映） - 百地三太夫／藤林長門守
- 温泉巡査（1962年、大映） - 望月六郎太
- 白い熱球（1963年、東映） - 若山校長
- 若い東京の屋根の下（1963年、日活） - 柔野謙太郎
- 天国と地獄（1963年、東宝） - 馬場専務
- 雨の中に消えて（1963年、日活） - 樺山松雄
- 関東無宿（1963年、日活） - おかる八
- 停年退職（1963年、大映）- 多田良雄
- 赤い水 （1963年、大映）- 禅恵和尚
- ああ爆弾（1964年、東宝） - 大名大作
- 黒いダイスが俺を呼ぶ（1964年、東宝） - 城崎
- 若草物語（1964年、日活） - 高村勇造
- 現代インチキ物語騙し屋  (1964年、大映)  -赤トンボ
- 侍（1965年、東宝） - 星野監物
- にっぽん泥棒物語（1965年、東映） - 安東警部補
- けものみち（1965年、東宝） - 秦野重武
- 拳銃野郎（1965年、日活）
- 明日は咲こう花咲こう（1965年、日活） - 尊道教・教祖
- 血と砂（1965年、東宝）- 持田一等兵
- 逃亡列車（1966年、日活） - 李元成
- 新書・忍びの者（1966年、大映）
- 日本のいちばん長い日（1967年、東宝） - 野中俊雄
- さそり（1967年、松竹） - 野田善平
- 華岡青洲の妻（1967年、大映） - 華岡直道
- 眠狂四郎女地獄（1968年、大映） - 野々宮甚内
- とむらい師たち（1968年、大映京都） - 先生
- 肉弾（1968年、ATG）
- 祇園祭（1968年）
- 橋のない川（1969年、ほるぷ映画） - 永井藤作
- 赤毛（1969年、東宝） - 神尾金太郎
- 子連れ狼 子を貸し腕貸しつかまつる （1972年、東宝） - 柳生烈堂
- 青幻記 遠い日の母は美しく（1973年、青幻記プロ） - 大山公平
- 人間であるために（1974年、新映画協会） - 岡本尚一
- 血を吸う薔薇（1974年、東宝） - 高倉刑事
- 裸足のブルージン（1975年、東宝）
- エデンの海 （1976年、東宝）
- 岸壁の母（1976年、東宝） - 弥助
- 太陽を盗んだ男（1979年、キティ・フィルム） - 山崎留吉
- 戒厳令の夜（1980年、東宝） - 原良介

### テレビドラマ
- 馬の感傷（1956年、NHK）
- 街（1956年 - 1957年、NTV）
- 石中先生行状記（1957年、NTV）
- 人間動物園（1958年、NHK）
- 夫婦百景（1959年・1963年、NTV）
- 日本の日蝕[11] （1959年、NHK）※第14回芸術祭奨励賞受賞（安部公房作、和田勉演出、伊藤雄之助主演）[12]
- いろはにほへと（1959年、KRT） - 松本宗治
- 自由への証言[13]（1960年、NHK）
- 署長日記（1961年、NET）
- 敵（1961年、NTV）
- 選挙参謀（1961年、KTV）
- NECサンデー劇場（NET）
  - 命あるかぎり(1961年）
- お気に召すまま（1962年、NET）第4話「不満処理します」
- 松本清張シリーズ・黒の組曲 第46話「偶発」（1963年、NHK） - 島崎保雄
- 風雪（NHK）
  - 第10回「日日新たなり」（1964年） - 高田嘉吉
  - 第32回「万民・億民・兆民」（1964年） - 中江兆民
- 徳川家康（1964年、NET）
- 宮本武蔵（1965年、NTV）
- 遊撃戦 第7話「老兵は死なず」（1966年、NTV）
- 松本清張シリーズ 「通訳」（1966年、KTV）
- 嵐のなかでさよなら(1966年、NET) - ナレーター
- 風 第7話「その火薬をわたすな」（1967年、TBS）
- 青春気流（1967年、NHK） - 有沢広路
- 北斗の人(1967年、NET) -　千葉幸右衛門
- 待っていた用心棒（1968年、NET） - 野良犬 ※主役だったがスケジュールの都合により第18話で降板
- 新・日本剣客伝 第1話「後藤又兵衛」（1969年、NET） - 後藤又兵衛
- 鞍馬天狗（1969年、NHK） - 善海
- 五番目の刑事 第14話「夜霧に散った女」（1970年、NET） - 権藤雄造（浅草西署刑事）
- 日本怪談劇場 第9話「怪談・宵宮雨」（1970年、12ch） - 太十
- 大忠臣蔵（1971年、NET） - 大野九郎兵衛
- 徳川おんな絵巻 第17話「十八年目の浮気」・第18話「女上位の天国」（1971年、KTV） - 松井郡兵衛
- 大江戸捜査網 第30話「涙の初恋武士道」（1971年、12ch） - 赤飼団子兵衛
- プレイガール 第118話「怪奇スリラー 埋められていた女」（1971年、12ch） - 家入博士
- 天皇の世紀 第3話「先覚」（1971年、ABC） - 鳥居耀蔵
- 大河ドラマ / 国盗り物語（1973年、NHK） - 下柘植次郎左衛門
- 必殺シリーズ（ABC）
  - 必殺仕掛人 第32話「正義にからまれた仕掛人」（1973年） - 岡島久兵衛
  - 必殺仕置人 第22話「楽あれば苦あり親はなし」（1973年） - 野分けの藤造
  - 助け人走る 第20話「邪恋大迷惑」（1974年） - 音羽の萬蔵
- 伝七捕物帳（1974年、NTV）
- 荒野の素浪人（NET）
  - 第2シリーズ 第2話「魔剣の宿」（1974年） - 森弥兵衛
  - 第2シリーズ 第31話「賞金稼ぎ」（1974年） - 柿坂新兵衛
  - 第2シリーズ 第39話「さらば九十郎」（1974年） - 上月耀蔵
- 水滸伝 第18話「風雲・高唐州!」（1974年、NTV） - 羅真人
- 大盗賊 第12話「鬼面をはがせ!」（1974年、CX）
- 編笠十兵衛（1974年 - 1975年、CX） - 吉良上野介
- 破れ傘刀舟 悪人狩り（NET）
  - 第12話「狼の死ぬとき」（1974年） - 関東五郎右衛門
  - 第17話「他人の顔」（1975年） - 安藤良石
- 剣と風と子守唄（NTV）
  - 第5話「喰われた献上馬」（1975年） - 俵孫兵衛
  - 第23話「鬼と虎の酒天国」（1975年） - 倉市平
- 賞金稼ぎ 第2話「皆殺しのバラード」（1975年、NET） - 源七
- ザ★ゴリラ7 第21話「手錠をはめた億万長者」（1975年、NET） - 井口
- 伝七捕物帳 第86話「返す十手に情けの涙」（1975、NTV）-下車坂の利吉
- 太陽にほえろ! 第204話「厭な奴」（1976年、NTV） - 津川三郎
- 江戸特捜指令 第9話「突如消滅! 30人の大行列」（1978年、TBS）
- [夜明けの刑事 第90話 「スッポン刑事の大勝負!」（1978年、TBS）
- NHK特集 / 日本の戦後 第7集「退陣の朝 革新内閣の九ヶ月」（1977年、NHK） - 芦田均
- 続・あかんたれ（1978年、THK） - 米忠
- 横溝正史シリーズII / 夜歩く（1978年、MBS） - 仙石鉄之進
- 若さま侍捕物帳（1978年、ANB） - 喜平
- 孤独の賭け（1978年、12ch） - 東野
- 明日の刑事 第46話「安らかに眠れ! 太田刑事殉職!」（1978年、TBS）
- 日本巌窟王 （1979年、NHK） - 益田甚兵衛
- 日曜恐怖シリーズII 第3話「夢殺人」（1979年、KTV）
- 西部警察 第1話・第2話「無防備都市（前・後編）」（1979年、ANB） - 大河内巌
- 鬼平犯科帳 第1シリーズ 第3話「血頭の丹兵衛」（1980年、ANB） - 地頭の丹兵衛
- 土曜ワイド劇場 / 欲望の海峡・女相続人をあばくのは誰か（1980年、ABC）

### バラエティ番組
- スター千一夜（CX）

### CM
- 山発産業「パオン シャンプーカラー」

## 著書
- 『大根役者・初代文句いうの助』朝日書院、1968年4月5日。NDLJP:2516736。新版・わせだ書房新社、1969年9月

## レコード（シングル盤）
- 四角い函/彼岸花（1977年、ワーナー・パイオニア、L-69W） - ジャケット上の表記は「雄之助」

（作詞＝ほむら遥／作曲＝原田良一／編曲＝小野崎孝輔）